# 學長 (電影)
《學長》，是一部於2018年上映的青春校園電影。由王子、大元、董又霖、金澔辰等主演。改編自瑪琪朵同名小說《學長》，影片主要講述熊維妮在最囧的狀態認識三位大神級的學長，從“惹不起總躲得起”到“躲不掉那就試試看”的維妮，從一块璞玉逐漸展露了光彩，而這樣的轉變需歸功給慧眼識珠的秦子寧。

## 故事大綱
為了接近夢中的白馬王子程沐光（金澔辰飾），永遠包為全班倒數前三名的熊維妮（大元飾）拼了命，考上了程沐光就讀的學校，卻没想到這只是劫數的開端。先是在校門口滑倒被王子型學長程沐光目擊，再是在電梯裏壁咚了暴君型學長秦子寧（王子飾），最後又在在開學典禮被邪氣型學長何莫（董又霖飾）公主抱。短短時間，熊维尼成了全校的大紅人。秦子寧竟是維尼的直属學長，并要挟維妮加入學生會成为他的奴隶，何莫瘋狂追求維妮，而維妮心愛的程沐光卻疑似有喜欢的人？更糟的是，維尼發現自己竟然喜歡上了秦子寧！三位大神學長的交雜下，維妮該如何生存，她的愛情又該何去何從？一切的一切都讓維妮困惑不了!

## 演出

### 主演
| 演員   | 角色   | 簡介                   |
| 王子   | 秦子寧 | 霸道腹黑的学生会长     |
| 大元   | 熊維妮 | 天真勇敢的追爱少女     |
| 金澔辰 | 程沐光 | 温暖体贴，很照顾熊维妮 |
| 董又霖 | 何莫   | 喜欢熊維妮             |

### 其他
| 演員   | 角色          | 簡介 |
| 李依瑾 | 班長          |      |
| 寶兒   | 小芙          |      |
| 戚硯笛 | 游俞思        |      |
| 賴柏宇 | 美術學長      |      |
| 林柏澍 | 柏澍/運動學長 |      |
| 林禹   | 習奐霖        |      |

## 外部連結
- 电影学长Senior的新浪微博